# Pyrgulopsis kolobensis
Pyrgulopsis kolobensis är en snäckart som först beskrevs av Taylor 1987.  Pyrgulopsis kolobensis ingår i släktet Pyrgulopsis och familjen tusensnäckor. Inga underarter finns listade i Catalogue of Life.